# Kiki Håkansson
Kerstin (Kiki) Håkansson, hay Kiki Haakonson (sinh 17 tháng 6 năm 1929 - mất ngày 4 tháng 11 năm 2024) là Hoa hậu Thế giới 1951 người Thuỵ Điển.
Bà là người phụ nữ đầu tiên và duy nhất trong cuộc thi mặc trang phục áo tắm bikini. Trong suốt hai thập kỉ sau đó, các hoa hậu thế giới khác chỉ mặc áo tắm một mảnh khi đăng quang. Người kế vị danh hiệu Hoa hậu Thế giới vào năm 1952 là May Louise Flodin, cũng đến từ Thụy Điển. Kiki Haakonson cũng là Hoa hậu Thế giới có thời gian tại vị lâu nhất. Bà ở ngôi 475 ngày (tương đương 16 tháng).